# Coppa Italia di pallacanestro maschile 2008
La Coppa Italia di pallacanestro maschile 2008, denominata "TIM CUP Final Eight" per ragioni di sponsorizzazione, è stata disputata presso il PalaMalaguti di Casalecchio di Reno. È stato infatti firmato un accordo tra la squadra della Virtus Bologna e la Lega Basket per l'organizzazione del torneo fino al 2009.
I quarti di finale si sono svolti il 7 e l'8 febbraio 2008; le semifinali il 9 febbraio, la finale il 10 febbraio. A vincere il titolo è stata la Felice Scandone Basket Avellino.
Riceve il premio di miglior giocatore del torneo Devin Smith (Avellino), che conquista anche il titolo di miglior realizzatore da tre punti. A Marques Green (Avellino) va il riconoscimento come miglior "uomo assist".

## Squadre
Le squadre qualificate sono le prime otto classificate al termine del girone di andata della Serie A 2007-2008. Le prime 4 squadre in classifica sono state considerate teste di serie senza possibilità di scontrarsi al primo turno, mentre le altre (5º-8º posto) sono state abbinate alle teste di serie per sorteggio:
1. Montepaschi Siena
2. Premiata Montegranaro
3. Angelico Biella
4. Lottomatica Roma
5. AIR Avellino
6. Scavolini Pesaro
7. Pierrel Capo d’Orlando
8. La Fortezza Bologna

## Tabellone
|  | Quarti di finale 7-8 febbraio | Quarti di finale 7-8 febbraio | Quarti di finale 7-8 febbraio |              |                     | Semifinali 9 febbraio | Semifinali 9 febbraio | Semifinali 9 febbraio |  |  | Finale 10 febbraio | Finale 10 febbraio  | Finale 10 febbraio |
|  |                               |                               |                               |              |                     |                       |                       |                       |  |  |                    |                     |                    |
|  | 1                             | Montepaschi Siena             | 77                            |              |                     |                       |                       |                       |  |  |                    |                     |                    |
|  | 6                             | Scavolini Pesaro              | 78                            |              |                     |                       |                       |                       |  |  |                    |                     |                    |
|  | 6                             | Scavolini Pesaro              | 78                            |              | 6                   | Scavolini Pesaro      | 80                    |                       |  |  |                    |                     |                    |
|  |                               |                               |                               |              | 6                   | Scavolini Pesaro      | 80                    |                       |  |  |                    |                     |                    |
|  |                               | 8                             | La Fortezza Bologna           | 88           |                     |                       |                       |                       |  |  |                    |                     |                    |
|  | 8                             | 8                             | La Fortezza Bologna           | 88           | La Fortezza Bologna | 75                    |                       |                       |  |  |                    |                     |                    |
|  | 8                             |                               |                               |              | La Fortezza Bologna | 75                    |                       |                       |  |  |                    |                     |                    |
|  | 4                             | Lottomatica Roma              | 69                            |              |                     |                       |                       |                       |  |  |                    |                     |                    |
|  |                               |                               |                               |              |                     |                       |                       |                       |  |  | 8                  | La Fortezza Bologna | 67                 |
|  |                               |                               | 5                             | AIR Avellino | 73                  |                       |                       |                       |  |  |                    |                     |                    |
|  | 5                             | AIR Avellino                  | 73                            |              |                     |                       |                       |                       |  |  |                    |                     |                    |
|  | 2                             | Premiata Montegranaro         | 69                            |              |                     |                       |                       |                       |  |  |                    |                     |                    |
|  | 2                             | Premiata Montegranaro         | 69                            |              | 5                   | AIR Avellino          | 77                    |                       |  |  |                    |                     |                    |
|  |                               |                               |                               |              | 5                   | AIR Avellino          | 77                    |                       |  |  |                    |                     |                    |
|  |                               | 3                             | Angelico Biella               | 63           |                     |                       |                       |                       |  |  |                    |                     |                    |
|  | 3                             | 3                             | Angelico Biella               | 63           | Angelico Biella     | 75                    |                       |                       |  |  |                    |                     |                    |
|  | 3                             |                               |                               |              | Angelico Biella     | 75                    |                       |                       |  |  |                    |                     |                    |
|  | 7                             | Pierrel Capo d’Orlando        | 72                            |              |                     |                       |                       |                       |  |  |                    |                     |                    |

## Verdetti
- Vincitrice Coppa Italia: AIR Avellino

Formazione: Marques Green, Nikola Radulović, Devin Smith, Stalin Ortiz, Alex Righetti, Daniele Cavaliero, Peter Lisicky, Pasquale Paolisso, Andrea Iannicelli, Sylvere Bryan, Eric Williams, Cătălin Burlacu. Allenatore: Matteo Boniciolli.
- MVP delle finali: Devin Smith, AIR Avellino